# Salzburggau
Els Salzburggau fou un territori històric aparegut al segle vi dins el ducat de Baviera, a l'entorn de Salzburg i el país veí, amb l'àrea de la ciutat actual. Entre les terres dels Salzburgagu figuraven:
- El Flachgau (avui districte entorn de Salzburg)
- El Rupertiwinkel (avui dia a Baviera)
- El Saalachtal amb Reichenhall fins a Steinpass (avui a Baviera)
- El Tennengau fins al pass de Lueg (des de 1895/96 al districte de Hallein)

A més del país de Berchtesgaden i Reichenhall, la regió es va estendre més tard al Pinzgau i el Pongau colonitzats per bavaresos en l'anomenat Außergebirg de Salzburg, i la resta de l'àrea que pertanyia Erzstift Salzburg, al Innergebirg.

## Història

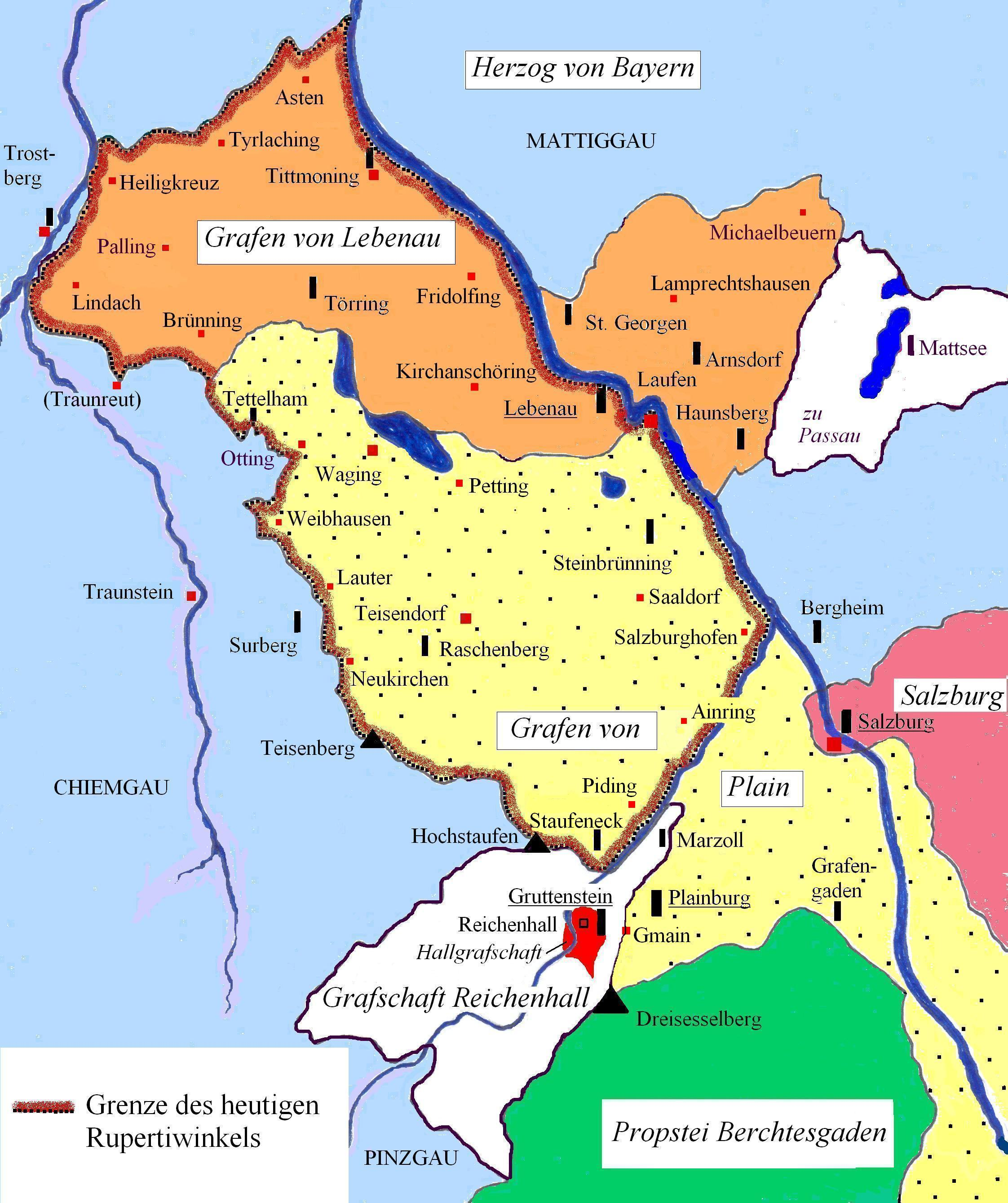
Dominis senyorials a la província de Salzburg septentrional a l'alta edat mitjana

El nom alemany "Salzburg" (per la ciutat) va substituir al nom romà "Iuvavum" al voltant de l'any 755. La primera menció de "Salzburg" es troba en la biografia de sant Bonifaci que va aparèixer al voltant del 770. Tant la ciutat com la província veïna va rebre aquest nom. Això es pot comprovar per primer cop per una entrada a la Notitia Arnonis (788-790), on apareix la denominació en la descripció local "Pidinga in pago Salzburchgaoe" (Piding al país de Salzburg).
La província de Salzburg envoltava al nord la regió a l'entorn de Tittmoning entre Alz i Salzach així com l'àrea al voltant del Waginger See i la comarca entre Salzach i Michaelbeuern. Al sud el Saalachtal amb Reichenhall fins al pass de Stein; l'àrea colonitzada al voltant de Berchtesgaden i el Salzachtal fins al pass de Lueg pertanyien al Salzburggau.
Al sud de la província de Salzburg hi havia l'anomenada "Salzburger Romania", aquella regió en què els residents romans que hi van restar van conservar la usual llengua llatina parlada fins a l'any 1000. Aquesta àrea s'estenia al Saalachtal fins a Salinas (Reichenhall) i al Salzach de Salzburg fins al pass de Lueg. D'aquesta llengua parlada pels romans deriva l'anomenat "Vulgärlatein", antecedent del romanx o retoromànic, el ladí i el furlà.
Llinatges de noblesa importants i comtes van governar a la província de Salzburg, destacant els Engelbert (segle ix), els Aribons (segles IX i X) i els sigardians o sigàrdides (segles x i xi). A partir de més o menys el 1100 apareixen el comtes de Plain amb el comtat a la província de Salzburg superior. Al nord, a la província de Salzburg inferior, posseïen dominis els comtat de Lebenau des de 1104. Els Lebenauer es van extingir el 1229 i els Plainer el 1260. Els dos comtats van passar després a l'arquebisbe de Salzburg. El 1275 el duc de Baviera reconeixia els límits de les possessions de l'arquebisbe de Salzburg. Amb el despreniment complet de Salzburg de Baviera el 1328 el nom de Salzburg es va fer general i Salzburggau va desaparèixer en aquesta forma. La part salzburgesa es qualificava de "Flaches Land" (Terra Plana). El nom era més tard agafat per la denominació actual de "Flachgau". Dins el ducat de Baviera va quedar el Saalachtal amb el Reichenhall. Berchtesgaden s'havia fet independent ja el 1306.

## literatura
- Heinz Dopsch, Hans Spatzenegger: Geschichte Salzburgs, Stadt und Land, Band I/1, Salzburg 1999. ISBN 3-7025-0121-5